# Marcelo Bordon
Marcelo José Bordon, född 7 januari 1976 i Ribeirão Preto, är en före detta  brasiliansk fotbollsspelare (back). 